# Первомайський медичний коледж
Первомайський меди́чний фаховий ко́ледж Миколаївської обласної ради (до 2008 року — Первомайське медичне училище) — освітній заклад фахової передвищої освіти у місті Первомайськ Миколаївської області, заснований у 1927 році.

## Історія
В 1927 році річні курси медичних сестер, що містились в приміщенні кооперативного технікуму, було реорганізовано в медико-профілактичну школу для підготовки помічників лікаря — лікпомів. Відсутність власного приміщення, а також брак кваліфікованих викладацьких кадрів вносив певні труднощі виховний процес. У 1929 році мед профшколу було перейменовано в технікум, у 1936 році — у фельдшерсько-акушерську школу. В 1936 році відбувся перший випуск — дипломи фельдшерів отримали 78 випускників.
З початком Німецько-радянської війни, випускники 1941 року здавали випускні іспити прискореними темпами. Під час німецько-румунської окупації Первомайська 1941—1944 років навчання не проводилось. Випускники і викладачі брали участь в бойових діях, в підпільному антифашистському і націоналістичному рухах. В березні 1944 року під час визволення міста, в приміщенні фельдшерсько-акушерської школи містився штаб 13-ї гвардійської стрілецької дивізії (командир дивізії — генерал-майор Бакланов Гліб Володимирович).
У повоєнні роки кількість студентів постійно збільшувалась, розширявся і урізноманітнювався перелік навчальних спеціальностей, росла матеріально-технічна база закладу. В 1954 році фельдшерсько-акушерську школу перейменовано в медичне училище, а у 2008 році — на комунальний вищий навчальний заклад Первомайський медичний коледж. З 2020 року навчальний заклад носить назву Первомайський медичний фаховий коледж Миколаївської обласної ради.

## Матеріально-технічна база
Матеріально-технічну базу коледжу складають:
- навчальний корпус з добре обладнаними аудиторіями, кабінетами, лабораторіями та комп'ютерними класами;
- бібліотека з книжковим фондом 37 тис. примірників та читальним залом;
- спортивний зал зі спортмайданчиком;
- гуртожиток на 210 місць;
- їдальня на 100 місць.

## Директори
- 1927—1928 — Ярошевич;
- 1928—1932 — Гінзбург А. І.;
- 1933—1934 — Чубар Л. І.;
- 1934—1937 — Крол А. С.;
- 1938—1941 — Косенко Василь Андрійович;
- 1946—1949 — Соколовський Д. А.;
- 1950—1975 — Кравченко Михайло Терентійович;
- 1975—2000 — Руденко Анатолій Васильович;
- з 2000 р. — Присяжнюк Ольга Григорівна.

## Відомі випускники
Коледж пишається випускниками, імена яких сьогодні відомі далеко за межами міста, області, країни:
- Гирля Володимир Іванович — доктор медичних наук (1992), професор (1995).
- Калиниченко Микола Іванович — доктор медичних наук (1973), професор, заслужений лікар України.[1].
- Коваленко Анатолій Федорович — доктор медичних наук (1983), професор (1985).
- Короп Карпо Іванович — член ОУН, учасник націоналістичного підпільного руху. Засуджений до 15 років позбавлення волі в 1948 році. Реабілітований в 1993 році[2].
- Островершенко Юрій Анатолійович — український поет і журналіст.
- Сорочинська-Кириленко Раїса Миколаївна — лікарка-гінеколог, народний депутат України 6-го скликання.
- Трегубенко Анатолій Іванович — доктор медичних наук (1969), професор (1973)[3].

## Спеціальності
Сьогодні в коледжі навчається близько 650 студентів за спеціальністю Медсестринство:
- Лікувальна справа (на основі базової середньої освіти);
- Акушерська справа (на базі повної загальної середньої освіти);
- Сестринська справа (на основі базової середньої освіти та повної загальної середньої освіти);

## Меморіальні дошки
Ще з часів Другої світової війни на фасаді будівлі коледжу збереглася меморіальна дошка про те, що у березні 1944 року тут містився штаб 13-ї гвардійської стрілецької дивізії.
10 вересня 2021 року відкрито меморіальну дошку на честь перебування в стінах коледжу академіка В. П. Філатова.
На будівлі спортивної зали медичного коледжу встановлено меморіальну дошку колишньому викладачеві фізичного виховання, заслуженому вчителю УРСР Я. Я. Тарану.